# Kanton Choreti
Der Kanton Choreti ist ein Gemeindebezirk im Departamento Santa Cruz im südamerikanischen Anden-Staat Bolivien.

## Lage im Nahraum
Der Kanton (bolivianisch: Cantón) Choreti ist einer von zwei Kantonen des Landkreises (bolivianisch: Municipio) Camiri in der Provinz Cordillera. Er grenzt im Norden an das Municipio Gutiérrez, im Nordwesten und Westen an das Municipio Lagunillas, im Süden an den Kanton Camiri, und im Südosten und Osten an das Municipio Charagua, alle zur Provinz Cordillera gehörig.
Der Kanton liegt zwischen 19° 52' und 20° 08' südlicher Breite und 63° 17' und 63° 36' westlicher Länge. Seine höchste Ausdehnung in Ost-West-Richtung beträgt bis zu etwa 30 Kilometer, in Nord-Süd-Richtung bis zu etwa 25 Kilometer.
Der Canton Choreti umfasst 15 Ortschaften, zentraler Ort des Kantons ist Choreti mit 999 Einwohnern (Volkszählung 2012) im südwestlichen Teil des Landkreises in direkter Nachbarschaft der Stadt Camiri. Die mittlere Höhe des Kantons ist 900 m, in den Voranden-Ketten der Serranía Choreti und Serranía Borevigua am West- bzw. Ostrand des Kanton werden Höhen von bis über 1.500 m erreicht.

## Geographie
Der Kanton Choreti liegt in den östlichen Vorandenketten Boliviens zwischen der Cordillera Oriental und dem bolivianischen Tiefland. Das Klima der Region ist semihumid und weist ein deutliches Tageszeitenklima auf, bei dem die mittleren täglichen Temperaturschwankungen stärker ausfallen als die Temperaturschwankungen im Jahresverlauf.
Die mittlere Jahrestemperatur der Region liegt bei etwa 23 °C und schwankt im Jahresverlauf zwischen 17 °C im Juni und 26 °C im November und Dezember (siehe Klimadiagramm Camiri). Der Jahresniederschlag beträgt knapp 900 mm und fällt vor allem in der Feuchtezeit von November bis April, wo die durchschnittlichen Monatswerte bis zu 175 mm betragen. Die sechs Monate Mai bis Oktober sind arid, und vor allem von Juni bis September fällt nahezu kein Niederschlag.

## Bevölkerung
Die Einwohnerzahl in dem Kanton hat sich in den vergangenen beiden Jahrzehnten nur wenig verändert:
- 1992: 3.152 Einwohner (Volkszählung 1992)[2]
- 2001: 3.646 Einwohner (Volkszählung)[3]
- 2010: Neuere Daten für den Kanton liegen noch nicht vor, die Fortschreibung für das Municipio Camiri geht für die Zeit von 2001 bis 2010 von einem Bevölkerungsrückgang von fünf Prozent aus[4]

Die Bevölkerungsdichte des Municipio Camiri bei der letzten Volkszählung von 2001 betrug 31 Einwohner/km², die Lebenserwartung der Neugeborenen lag bei 68,4 Jahren. Der Alphabetisierungsgrad bei den über 15-Jährigen im Municipio war von 89,6 auf 90,9 Prozent angestiegen. (2001)
Die Region weist einen hohen Anteil an Guaraní-Bevölkerung auf, im Municipio Camiri sprechen 13,0 % der Bevölkerung die Guaraní-Sprache.

## Gliederung
Der Cantón Choreti ist in die folgenden zwölf Subkantone (bolivianisch: vicecantones) untergliedert:
- Vicecantón Choreti – 1 Ortschaft – 1.074 Einwohner (Volkszählung 2001)
- Vicecantón Comunidad Cañon de Segura – 1 Ortschaft – 184 Einwohner
- Vicecantón Comunidad Corundaity – 1 Ortschaft – 5 Einwohner
- Vicecantón Comunidad El Rodeo – 1 Ortschaft – 281 Einwohner
- Vicecantón Comunidad Guapoi – 1 Ortschaft – 86 Einwohner
- Vicecantón Comunidad Guazuigua – 1 Ortschaft – 341 Einwohner
- Vicecantón Comunidad Itanambikua – 1 Ortschaft – 740 Einwohner
- Vicecantón Comunidad Piedritas – 1 Ortschaft – 113 Einwohner
- Vicecantón Comunidad Pipi Parirenda – 4 Ortschaften – 352 Einwohner
- Vicecantón Comunidad Puente Viejo – 1 Ortschaft – 154 Einwohner
- Vicecantón Comunidad Yobatitindy – 1 Ortschaft – 178 Einwohner
- Vicecantón Urundaity – 1 Ortschaft – 138 Einwohner